# Cebolla de Giarratana

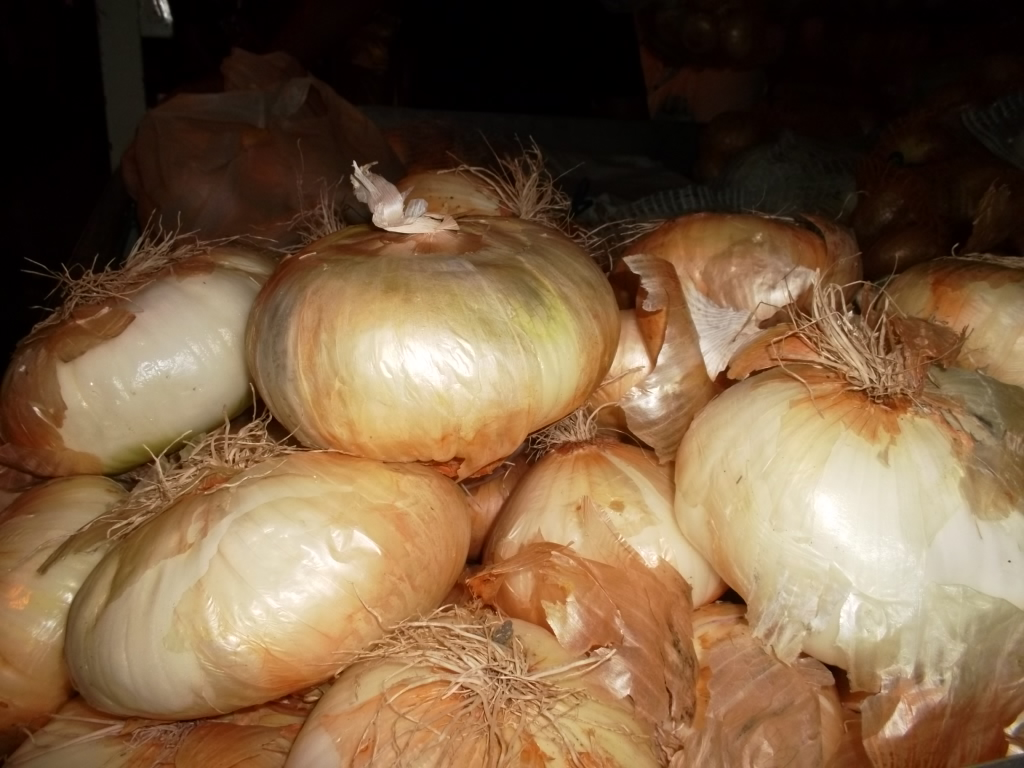
Cipolla di Giarratana (Cebolla de Giarratana).

La Cipolla di Giarratana (Cebolla de Giarratana) es una variedad de cebolla originaria de Sicilia, de tono blanco marronoso, sabor dulce y de tamaño considerable, con bulbos de forma aplanada que pueden pesar hasta 500 g. Se cultiva en la comuna italiana de Giarratana, en los Montes Ibleos, donde es el principal producto de la agricultura local. Sagra della cipolla es un festival gastronómico que se celebra cada agosto en la ciudad.
Está catalogado como producto agroalimentario tradicional italiano (P.A.T.) por el Ministerio de Políticas Agrícolas, Alimentarias y Forestales.